# Biblioteca Lusitana
Biblioteca Lusitana ou Bibliotheca Lusitana, como era seu título na altura que foi escrita, é uma obra de carácter bio-bibliográfico escrita por Diogo Barbosa Machado e publicada entre 1741 e 1759. A obra recolhe múltiplas informações e desenvolvidas notícias bibliográficas, tentando reunir toda a informação disponível à época sobre bibliografia portuguesa e sobre os seus autores. O autor apresenta a obra como uma colectânea onde se compreende a notícia dos autores portugueses e das obras que compuseram desde o tempo da promulgação da Lei da Graça até ao tempo presente.
A obra teve grande impacto na divulgação da literatura portuguesa e foi objecto de múltiplas actualizações e continuações, a mais conhecida das quais é o Dicionário Bibliográfico Português de Inocêncio Francisco da Silva.

## Referência
- Biblioteca Lusitana : histórica, crítica e cronológica. Lisboa: Occidental na Officina de Antonio Isidoro da Fonseca, 1741-1759.

## Versões online
- No Internet Archive

Volume I
Volume II
Volume III
Volume IV